# 内藤正敬
内藤 正敬（ないとう まさゆき）は、江戸時代中期の大名。信濃岩村田藩の第2代藩主。岩村田藩内藤家3代。
宝永2年（1705年）、初代藩主・内藤正友の次男として生まれる。兄の正能がすでに早世していたため、代わって嫡子となる。正徳元年（1711年）、父の死去により7歳で家督を継ぎ、弟の正直に1000石（岩村田知行所）を分知した。
享保2年（1717年）、徳川吉宗に御目見する。
延享3年（1746年）8月13日に死去した。享年42。長男の正弼が家督を継いだ。

## 系譜
父母
- 内藤正友（父）
- 某氏 ー 側室（母）

正室
- 板倉重高の娘

子女
- 内藤正弼（長男）生母は正室
- 内藤頼寛（次男）生母は正室